# Carme Recasens i Aubert

Cartell de la pel·lícula ¡¡¡Abajo los hombres!!!

Carme Recasens i Aubert (Barcelona, 6 de gener de 1912 - Lisboa, 1979), de nom artístic Carmencita Aubert i, després, Carmelita Aubert, va ser una cantant i actriu catalana, artista de renom de la revista de varietats de la Barcelona dels anys trenta.
Havia nascut al carrer Peu de la Creu i era filla de la famosa actriu de varietats Rafaela Aubert, coneguda com La Guayabita. Participà als espectacles Follies 1931, al teatre Nou de Barcelona, i al 1932 va formar duo amb el cantant de tangos Mario Visconti, que la faria popular en escenaris i gravacions discogràfiques. Va cantar tangos, valsos, cançons criolles, jazz i peces de moda del cinema americà, també registrà discos i formà parella artística amb el famós còmic Carles Saldaña, Alady. Va actuar als locals barcelonins més selectes, com la Granja Royal, amb l'orquestra Crazy Boys, o la Maison Doreé, o en un espectacle americà amb els Bel Symphonic Boys, al Cine Fantasio.
L'emissora Ràdio Associació de Catalunya EAJ-15 va incloure-la entre els seus artistes i va augmentar la seva popularitat gràcies a la publicitat radiofònica, per exemple, i especialment, per la cançó de Jaume Mestres i Pérez composta per publicitar el perfum Cocaína en flor. Amiga i col·laboradora de militants de la CNT, va fer gires per Espanya amb Celia Gámez.
En el terreny cinematogràfic, el 1932 va protagonitzar amb l'humorista Josep Santpere la pel·lícula d'èxit Mercedes, dirigida a Barcelona per Josep Maria Castellví, amb el cantant argentí Héctor Morel. En aquell film va triomfar amb la interpretació del seu tema «Alma de tango». El 1935 va protagonitzar la pel·lícula Abajo los hombres, considerada el primer musical espanyol, del director Valentín Rodríguez González, on va popularitzar el fox «La colegiala» i el tango «Clemencia».
S'havia significat per la seva ideologia d'esquerres, havia freqüentat la companyia d'Andreu Nin, Antoni Sesé, Joaquín Maurín i altres militants del Bloc Obrer i Camperol i de Izquierda Comunista, i havia interpretat la cançó «Comunista», amb la Crazy Boys Orchestra. Quan va esclatar la Guerra Civil Espanyola es trobava immersa en una gira per Portugal, on havia estat contractada per a les festes del carnaval de Lisboa. S'hi va quedar, va esdevenir primera vedet de la revista musical i més endavant s'hi casà. El 1944 va intentar tornar a Catalunya per gravar un disc i rodar una pel·lícula, però va ser detinguda a Madrid per la policia franquista. Quan la notícia fou coneguda a Portugal, nombrosos artistes protestaren davant de l'ambaixador espanyol i finalment fou alliberada i retornada amb tren a Portugal sense tenir l'oportunitat de visitar la seva família a Barcelona. A Lisboa va tenir una rebuda apoteòsica, aclamada per la gent del món de l'espectacle. Des d'aleshores s'instal·là definitivament a Portugal, on esdevingué la primera vedet de revista, amb èxits en els grans teatres en espectacles com Las Canciones Unidas (1946) o Ela aí está (1949), i on va residir fins a la mort, l'any 1979.